# 小行星4597
小行星4597（4597 Consolmagno）是一颗绕太阳运转的小行星，为主小行星带小行星。该小行星于1983年10月30日发现。

## 轨道参数
小行星4597的轨道半长轴为2.6082048 UA，离心率为0.123。